# Daspletis setithoracicus
Daspletis setithoracicus là một loài ruồi trong họ Asilidae. Daspletis setithoracicus được Ricardo miêu tả năm 1925.